# Keiffer Hubbell
Keiffer J. Hubbell (ur. 15 stycznia 1989 w Lansing) – amerykański łyżwiarz figurowy, startujący w parach tanecznych z siostrą Madison Hubbell. Brązowy medalista mistrzostw czterech kontynentów (2010), zwycięzca finału Junior Grand Prix (2006) oraz mistrz Stanów Zjednoczonych juniorów (2008). 

## Osiągnięcia

### Z Anastasią Olson
| Zawody                           | 12–13          |                |                |                |                |                |                |                |                |                |                |                |                |                |                |                |                |
| Międzynarodowe                   | Międzynarodowe | Międzynarodowe | Międzynarodowe | Międzynarodowe | Międzynarodowe | Międzynarodowe | Międzynarodowe | Międzynarodowe | Międzynarodowe | Międzynarodowe | Międzynarodowe | Międzynarodowe | Międzynarodowe | Międzynarodowe | Międzynarodowe | Międzynarodowe | Międzynarodowe |
| -------------------------------- | -------------- | -------------- | -------------- | -------------- | -------------- | -------------- | -------------- | -------------- | -------------- | -------------- | -------------- | -------------- | -------------- | -------------- | -------------- | -------------- | -------------- |
| Ice Challenge                    | 10             |                |                |                |                |                |                |                |                |                |                |                |                |                |                |                |                |
| Krajowe                          |                |                |                |                |                |                |                |                |                |                |                |                |                |                |                |                |                |
| Mistrzostwa Stanów Zjednoczonych | 7              |                |                |                |                |                |                |                |                |                |                |                |                |                |                |                |                |

### Z Madison Hubbell
| Zawody                                | 04–05          | 05–06          | 06–07          | 07–08          | 08–09          | 09–10          | 10–11          |                |                |                |                |                |                |                |                |                |                |
| Międzynarodowe                        | Międzynarodowe | Międzynarodowe | Międzynarodowe | Międzynarodowe | Międzynarodowe | Międzynarodowe | Międzynarodowe | Międzynarodowe | Międzynarodowe | Międzynarodowe | Międzynarodowe | Międzynarodowe | Międzynarodowe | Międzynarodowe | Międzynarodowe | Międzynarodowe | Międzynarodowe |
| ------------------------------------- | -------------- | -------------- | -------------- | -------------- | -------------- | -------------- | -------------- | -------------- | -------------- | -------------- | -------------- | -------------- | -------------- | -------------- | -------------- | -------------- | -------------- |
| Mistrzostwa czterech kontynentów      |                |                |                |                |                | 3              |                |                |                |                |                |                |                |                |                |                |                |
| GP Cup of China                       |                |                |                |                |                |                | 6              |                |                |                |                |                |                |                |                |                |                |
| GP Cup of Russia                      |                |                |                |                |                |                | WD             |                |                |                |                |                |                |                |                |                |                |
| GP Skate Canada International         |                |                |                |                |                | 6              |                |                |                |                |                |                |                |                |                |                |                |
| GP Trophée Eric Bompard               |                |                |                |                |                | 8              |                |                |                |                |                |                |                |                |                |                |                |
| Finlandia Trophy                      |                |                |                |                |                | 8              | 4              |                |                |                |                |                |                |                |                |                |                |
| Międzynarodowe: Kategorie młodzieżowe |                |                |                |                |                |                |                |                |                |                |                |                |                |                |                |                |                |
| Mistrzostwa świata juniorów           |                |                | 6              | 5              | 4              |                |                |                |                |                |                |                |                |                |                |                |                |
| JGP Finał                             |                |                | 1              |                | 2              |                |                |                |                |                |                |                |                |                |                |                |                |
| JGP we Francji                        |                |                | 2              |                |                |                |                |                |                |                |                |                |                |                |                |                |                |
| JGP w Holandii                        |                |                | 1              |                |                |                |                |                |                |                |                |                |                |                |                |                |                |
| JGP w Meksyku                         |                |                |                |                | 1              |                |                |                |                |                |                |                |                |                |                |                |                |
| JGP w Południowej Afryce              |                |                |                |                | 1              |                |                |                |                |                |                |                |                |                |                |                |                |
| Estonian Ice Dance Invitational       | 1 N            |                |                |                |                |                |                |                |                |                |                |                |                |                |                |                |                |
| Krajowe                               |                |                |                |                |                |                |                |                |                |                |                |                |                |                |                |                |                |
| Mistrzostwa Stanów Zjednoczonych      | 5 N            | 2 N            | 2 J            | 1 J            | 4              | 6              | 4              |                |                |                |                |                |                |                |                |                |                |
| Midwestern Sectionals                 | 2 N            | 1 N            |                |                |                |                |                |                |                |                |                |                |                |                |                |                |                |
| Eastern Great Lakes Regionals         | 1 N            | 1 N            |                |                |                |                |                |                |                |                |                |                |                |                |                |                |                |